# Glasögonugglor
Glasögonugglor (Pulsatrix) är ett litet släkte med fåglar i familjen ugglor inom ordningen ugglefåglar som återfinns i Latinamerika. Släktet glasögonugglor omfattar tre nu levande arter:
- Glasögonuggla (P. perspicillata)
- Beigebrynad glasögonuggla (P. koeniswaldiana)
- Rostbandad glasögonuggla (P. melanota)

En utdöd art från holocen finns också beskriven, kubaglasögonuggla (P. arredondoi).